# Lollar
Lollar é um município da Alemanha, situado no distrito de Gießen, no estado de Hesse. Tem 21,90 km² de área, e sua população em 2019 foi estimada em 10.309 habitantes.